# Sabine Klein
Sabine Klein ist eine deutsche Archäometrikerin mit einem Schwerpunkt auf der Archäometallurgie.

## Leben und Leistungen
Sabine Klein bezog, nachdem sie 1981 ihr Abitur am Einhard-Gymnasium in Seligenstadt erlangt hatte, bis 1987 die Universität Frankfurt, wo sie Mineralogie studierte. Während des Studiums machte sie ein zweimonatiges Berufspraktikum bei Degussa in Hanau, wo sie auch im Rahmen ihrer Diplomarbeit die praktischen Studien durchführte. 1987 erlangte Klein ihr Diplom im Fach Mineralogie. Von 1988 bis 1995 arbeitete sie auf einer Halbtagsstelle als Wissenschaftliche Mitarbeiterin am Institut für Geochemie, Petrologie und Lagerstättenkunde der Frankfurter Universität, während sie zugleich ihr Promotionsstudium bestritt. 1989 weilte sie für sechs Wochen zu einem Forschungsaufenthalt am Labor für Optische Emissionsspektrometrie des Geologischen Instituts der Universität Kopenhagen. 1992 erfolgte die Promotion, die Dissertation verfasste Klein zum Thema Archäometallurgische Untersuchungen an frühmittelalterlichen Buntmetallfunden aus dem Raum Höxter/Corvey. 1995/96 weilte sie am Smithsonian Institution in Washington, D.C. und für das Projekt Iron Age II Bronze Workshop at Khirbet edh-Dharih, Jordan am National Institute of Standards and Technology (NIST) in Gaithersburg, 1996/97 im Rahmen des Projektes Cosmelting of Oxide and Sulfide Ores of Copper and Arsenic to Produce Arsenic Bronze am Centre for Materials Research in Archaeology and Ethnology (CAMRAE) des Department of Materials Science and Engineering am Massachusetts Institute of Technology (MIT), wo sie jeweils dank eines Auslandsstipendiums der Volkswagenstiftung als Postdoctoral Fellow am arbeiten konnte.
Von 1997 bis 1999 war Klein mit einer Halbtagsstelle als Postdoktorandin im Graduiertenkolleg Archäologische Analytik" am Institut für Mineralogie der Frankfurter Goethe-Universität beschäftigt, in dessen Rahmen sie metallurgische Untersuchungen an römischen Münzen vornahm. Zudem begann sie 1997 parallel ein Magister-Studium der Vor- und Frühgeschichte in Frankfurt, um den mittlerweile eingeschlagenen Weg in der Archäometrie auch von der archäologischen Seite fachlich zu vertiefen. Sie beendete das Studium 2001 ohne Abschluss. Von 1999 bis 2004 arbeitete Klein als Forschungsstipendiatin der Deutschen Forschungsgemeinschaft (DFG) am Institut für Mineralogie der Universität in Frankfurt, von 2004 bis 2009 als Wissenschaftliche Mitarbeiterin auf einer halben Stelle an demselben Institut und 2009/10 in der „Geo-Agentur“ des Dekanats des Fachbereichs Geowissenschaften/Geographie. 2008 hatte sich Klein in Frankfurt mit der Arbeit Das Kupfer der römischen Kaiserzeit und seine Rohstoffquellen für die Fächer Mineralogie und Archäometrie habilitiert und ihr wurde die Venia Legendi erteilt. Neben der universitären Arbeit und Lehrtätigkeit als Privatdozentin war sie von 2009 bis 2011 zudem als Chemielehrerin am Karl-Rehbein-Gymnasium in Hanau tätig. Von 2010 bis 2016 war Klein, wiederum auf einer halben Stelle, als Wissenschaftliche Mitarbeiterin und Koordinatorin des Bachelor-Nebenfachstudiengangs Archäometrie in Frankfurt angestellt. 2014 wurde sie zur Außerplanmäßigen Professorin ernannt, behielt aber den Status einer Wissenschaftlichen Mitarbeiterin.
2016 verließ Klein die Universität Frankfurt und wechselte als Leiterin des Forschungsbereiches „Archäometallurgie“ an das DMT-Gesellschaft für Lehre und Bildung beziehungsweise das Deutsche Bergbau-Museum Bochum. Zudem wurde sie an der Ruhr-Universität Bochum zur Außerplanmäßigen Professorin ernennt, nun auch mit dem Universitätsstatus als Professorin.
Kleins Forschungsschwerpunkte liegen in der geochemischen und materialanalytischen Untersuchung von archäologischen Objekten zur Rekonstruktion von Verhüttungs- und Herstellungsprozessen und der frühen Verbreitung von Rohstoffen und Produkten. Sie ist an Forschungsprojekten beteiligt, die metallurgische Untersuchungen zu den verschiedenen Metallen in Mesopotamien vornimmt, ein Schwerpunkt liegt dabei auf den Artefakten aus den Königsgräbern von Ur im Penn Museum in Philadelphia. Ein weiteres Forschungsprojekt ist die Untersuchung des römischen Bergbaus im Kosovo. Als Gutachterin ist sie für die DFG ebenso wie für die Alexander-von-Humboldt-Stiftung tätig, zudem für wissenschaftliche Fachzeitschriften wie Archaeological and Anthropological Sciences, Journal of Archaeological Science, Mineralium Deposita und European Journal of Mineralogy. Sie ist Mitherausgeberin der in Singapur erscheinenden Zeitschrift Archaeological and Anthropological Sciences. Von 2006 bis 2011 war Klein Vorstandsmitglied und Vorsitzende des Arbeitskreises Archäometrie und Denkmalpflege der Deutschen Mineralogischen Gesellschaft (DMG). Sie ist Gründungsmitglied der Gesellschaft für naturwissenschaftliche Archäologie (GNAA), wo sie von 2006 bis 2011 kooptiertes Vorstandsmitglied war. Klein gehört dem erweiterten Vorstand des Deutschen Archäologen-Verbandes (DVA) an.

## Publikationen (Auswahl)
- Archäometallurgische Untersuchungen an frühmittelalterlichen Buntmetallfunden aus dem Raum Höxter/Corvey (= Frankfurter geowissenschaftliche Arbeiten. Serie C, Mineralogie. Band 13). Institut für Geochemie, Petrologie und Lagerstättenkunde, Frankfurt am Main 1993, ISBN 3-922540-43-0.
- Das Kupfer der römischen Kaiserzeit und seine Rohstoffquellen. Goethe-Universität Frankfurt a. M., Frankfurt 2008 [ungedruckte Habilitation].
- Herausgeberin mit Christoph Berthold, Daniel Berger und Ernst Pernicka: Archäometrie und Denkmalpflege 2023. Jahrestagung an den Reiss-Engelhorn-Museen, Mannheim 28. März bis 1. April 2023 (= Metalla. Sonderheft 12). Deutsches Bergbau-Museum Bochum, Bochum 2022.